# Sant Cugat del Rec
Sant Cugat del Rec o del Forn fou una església parroquial a la confluència dels carrers dels Carders i de Fonollar de Barcelona, on actualment hi ha la plaça de Sant Cugat.

## Història
L'erecció del primitiu temple fou deguda a la gran devoció que el canonge de la Catedral Guislabert, fill d'Udalard, vescomte de Barcelona, tenia a Sant Cugat, que va venir a aquesta ciutat a rebre martiri. El 8 d'abril del 1023, el bisbe Deodat va consagrar l'església, com ho sentí Florez i ho testifica l'acte de l'edificació i consagració que es custodia a l'arxiu de la Catedral i, per tant, no el 1027, com diuen Diago i Capmany. Ja que el cabiscol la va haver dotat ricament, la donà a Guislabert pel temps de la seva vida, i així va ser que després de la seva mort quedà incorporada i sota el domini del primer. Tot això va merèixer el laude i aprovació del papa Joan XIX, del comte de Barcelona Berenguer Ramon I de la seva mare la Comtessa Ermessenda, i d'aquest prelat diocesà.
El temple de Sant Cugat va ser reedificat el 1287, però va ser demolit més tard pel seu mal estat o reduïda capacitat, doncs un dietari de l'Arxiu Històric de la Ciutat diu que el 18 de desembre del 1626 s'estava construint un de nou, i el 25 de gener del 1627, el Consell de Cent va deliberar donar al rector i obrers 600 lliures, i quantitats iguals enl10 de juny del 1629 i el 20 de març del 1632. L'església era de nau única, arreglada a l'ordre d'arquitectura llavors regnant. Amb motiu de la demolició que en part va patir el seu ingrés, es va disposar l'1 de gener de 1823 la translació provisional a la parròquia a l'església de Santa Caterina. Era incòmode per a ambdues comunitats la celebració dels divins oficis en un mateix temple, i per això es va determinar una segona translació a la Capella de Marcús el 13 de maig del 1826. La petitesa d'aquesta tampoc corresponia al d'una parròquia, i en conseqüència s'efectuà en 6 d'agost de 1827 una altra translació a l'església de l'Hospital de Santa Marta, on va romandre fins al 2 de maig del 1830, en què reparada la de Sant Cugat, va ser beneïda, i s'hi va traslladar el Santíssim Sagrament en solemne processó, a la qual van assistir el vicari general de la diòcesi i el cos municipal.
L'estiu del 1936, Sant Cugat fou incendiat, cremant-s'hi a part d'altars i objectes litúrgics, un valuosíssim arxiu parroquial que abastaria nou segles de documentació. La resta de ruïnes del temple foren arrasades per a fer-hi una plaça. El 1944, la seu de la parròquia s'instal·là al carrer de la Princesa, 21. Hi restà fins a la seva extinció el 2001, absorbida per la veïna Santa Maria del Mar, on també van anar a parar les relíquies del sant que custodiava.

## Culte
S'hi veneraven les sagrades relíquies del seu sant patró, que el 6 de gener del 1628 el Virrei i els Consellers de Barcelona, juntament amb el prelat i cabiscol, van rebre amb molta pompa i solemnitat, pel lliurament que van fer d'elles l'abat Francesc d'Erill i monestir de Sant Cugat del Vallès, a prec del rector Pau Llavallol i obrers de la parròquia. El 1835 desafectat el Monestir de Sant Cugat, s'hi traslladaren les relíquies d'aquest sant que hi havia juntament amb l'arqueta de Sant Cugat.

## Terme parroquial
Els límits de la parròquia, després de la reforma que entrà en vigor l'octubre de 1835, eren: carrer dels Mercaders, formant una divisió fins al de les Freixures, Sant Pere Més Baix, Jaume Giralt, Carders, Allada, travessant al d'Assaonadors, Arc de Taixer, Hostal de Sant Antoni, Flassaders, Cremat Gran, travessant el de Montcada, Barra de Ferro, Pou de la Cadena i travessant el de la Bòria fins al carrer Mercaders. És a dir que la parròquia de Sant Cugat limitava amb les de Santa Maria del Mar, Sant Just i Sant Pastor, Sant Pere de les Puelles i Sant Francesc de Paula. En el seu terme parroquial hi havia també els temples del Convent de Santa Caterina i la Capella de Marcús dita també de la Mare de Déu de la Guia.

## Intervencions arqueològiques
Entre el 13 d'octubre i el 3 de novembre del 1998 es va dur a terme una intervenció arqueològica a la plaça de Sant Cugat del Rec amb el carrer Fonollar, que es va centrar en dues zones.
- A la zona 1 es van obseervar una sèrie d'estructures, algunes de les quals eren d'època contemporània: estrats, murs i dipòsits de les cases enderrocades del solar (finals segle xix-segle xx). També s'hi van documentar nivells romans, concretament un enterrament de tegulae en doble vessant i les restes d'un possible forn.

- La zona 2 va permetre establir tot un seguit d'ocupacions: un primer moment caracteritzat per un total de quatre paviments moderns i tres clavegueres (segle xviii-xix). Per sota d'aquest nivell, hi havia el mur de l'arcada tapiada (segle xvii). En un tercer moment, es va documentar una mena de fonamentació del mur, de la qual només restava la primera filada (segle xvi) i amortitzava un nivell, també d'aquesta època, que era retallat per extreure’n terres. De l'època medieval es va localitzar un mur (anterior al segle xv) i uns nivells que preparaven el terreny i que amortitzaven un retall (segle xiv). Finalment, es va documentar un moment romà que comprenia dos elements: un retall, possiblement una sitja, la situació de la qual a la secció sud va impossibilitar-ne l'excavació i definir la seva cronologia; l'altre element romà era un nivell d'argiles que es va identificar amb el que cobreix la necròpolis de l'altra zona (segle ii).[6]

Més endavant, entre 2005 i 2006, es va dur a terme una nova intervenció que fa identificar 10 fases: Aquests elements foren per una banda l'ocupació tardoromana, on el que en resulta més significatiu són les restes de la necròpolis i d'un possible forn de fossa de metalls; en segon lloc les restes de l'església de Sant Cugat del Rec del segle xvii, representada sobretot per diverses tombes d'obra corresponents a la zona de l'absis i de la nau central; i en tercer lloc, la xarxa urbana documentada des del segle xii al xx en forma d'estructures domèstiques i industrials entre les que aparegueren dos forns de tipus fogó i un forn de pa.
- Fase 1. segles iii-v: S'hi aglutinaren diversos elements associats a la necròpolis tardana i el negatiu d'un possible forn de fossa de metalls. La necròpolis tardoantiga es troba representada per les restes humanes que es documentaren en el sector 2 de la Plaça de Sant Cugat del Rec, una al bell mig de l'àmbit i l'altra ja al carrer dels Carders cantonada amb el de Fonollar. Si bé en altres campanyes d'excavació dutes a terme a la plaça s'han documentat més restes humanes, es fa palès la baixa densitat d'inhumacions comparadaa amb l'Avinguda Cambó o els jardins del Pou de la Figuera. Aquesta diferència rau en el fet que la necròpolis tardoromana no era una extensió homogènia, sinó que ocupava espais lliures dins d'un parcel·lari que es veia ocupat també amb les activitats agrícoles i industrials. A banda de les inhumacions, es van documentar dos elements més que poden guardar relació amb els hàbits funeraris del món tardoromà. En primer lloc, un negatiu de planta rectangular farcit de restes de fauna, possiblement relacionat amb el consum d'elements carnis en els banquets funeraris o en els processos de sacrificis rituals. El segon element documentat fou un pou/sitja en el qual es trobà un cap de bòvid envoltat de pedra de mida mitjana i fragments de ceràmica i un cànid en connexió anatòmica, a banda de diversos fragments de suïd. Aquest tipus d'estructura s'ha documentat amb anterioritat a la necròpolis de la plaça de la Vila de Madrid, i l'ús que se li dona és el de pou ritual on es farien ofrenes als déus vinculats amb el món funerari. El possible forn de fossa de metalls s'identificà amb un rebaix de planta rectangular excavat en els nivells geològics i que en el seu extrem oest presentava les restes de tres possibles encaixos termoalterats. A l'interior es documentà una cubeta de dimensions reduïdes i un nivell de matriu terrosa amb fragments d'escòria de metall.
- Fase 2. segle xii: En aquest moment es comencen a documentar restes d'ocupació urbana. Les cases es trobaven delimitades al nord pel traçat del carrer del Fonollar i al sud per un carrer o camí que no s'ha conservat fins a l'actualitat, tot i que sembla que s'hauria mantingut en ús fins almenys al segle xix, i que faria cantonada amb el carrer del Forn de la Fonda. Les cases presentaven una planta rectangular, estreta, alineada amb el traçat del carrer de Fonollar, i foren construïdes amb murs formats a partir d'un sòcol de pedres lligades amb argila i un recreixement de tàpia, i sembla que al costat sud mantenien una zona de pati, almenys en la finca 4 conservada al sector 1 de la plaça. Tindrien una planta baixa, on estaria situat l'obrador, i una planta superior on se situarien les habitacions. En alguns casos es documenta fins a un tercer pis usat com a golfes.
- Fase 3. segle xiii: En aquest moment, la zona compresa entre Santa Caterina i el Rec Comtal es densificà i fou destinada a oficis que podien causar molèsties al veïnat, majoritàriament relacionats amb la pell, i a partir de mitjan segle, els relacionats amb la llana i el cotó hi guanyaren importància. En el cas del sector 1, i continuant dins de la finca 4, es van poder diferenciar dues fases, una primera on es consumà l'espoli d'un pou cec, possiblement per al reaprofitament del material constructiu, i l'amortització del seu negatiu. En la segona fase. se'n documentà una reforma integral, que passà per la substitució dels murs de tàpia per uns altres de pedra de mida mitjana sense treballar, lligats amb morter de calç de color taronja, de gra gruixut. Alhora es documentà l'obertura de dos negatius de planta relativament regular, adaptada als límits marcats pels murs de la finca. Ambdues estructures de funció indeterminada es trobaven amortitzades en algun moment del mateix segle xiii. A la Rasa Fonollar es documentaren dues finques més (segle xiii), amb murs de pedra de mida mitjana sense treballar, lligades amb morter de calç de color taronja, de gra gruixut, similars als documentats al sector 1 de la plaça.
- Fase 4. segle xiv: Amb la construcció de la primera muralla medieval i el creixement de les vilanoves, desaparegué el límit mantingut fins aleshores entre la ciutat romana i el teixit urbà format al seu voltant. A mitjans d'aquest segle ja es parla d'un barri menestral de carrers paral·lels i estrets a banda i banda del Rec. Pràcticament totes les finques documentades en època medieval ja es trobarien en funcionament en aquest moment, i el registre s'amplia amb les finques de l'àmbit 1 i la parcel·la est-oest. En aquesta fase, es documentà un pou relacionat amb la finca 4.
- Fase 5. segle xv: Es documentaren poques modificacions, l'amortització d'algunes estructures negatives i algun recreixement de nivells de circulació.
- Fase 6. segle xvi: En aquest cas, les restes es documenten exclusivament a la plaça, tant al sector 1 (àmbit 2) com al 2. Al finca 1 del sector 1, es substituïren els paraments medievals per d'altres que empraven uns morters de color ocre o blanc (segles xvi-xvii). Al sector 2 de la plaça, es documentaren una sèrie d'estructures molt arrasades, que respondrien a àmbits domèstics anteriors a la construcció de l'església. Aquest fet es demostra en les restes d'estructures murals, sobretot de la rectoria del segle xvii, que afecten dipòsits i pous ja amortitzats amb anterioritat.
- Fase 7. segle xvii. Al sector 1 de la plaça, tant a l'àmbit 2 com al 3, es trobaren restes d'activitat domèstica en aquest segle. Les reformes documentades es caracteritzen per la fermesa de la construcció, de pedra reaprofitada, material constructiu i morter de calç blanc. Al sector 2, es documentaren les restes de l'església de Sant Cugat del Rec, construïda el 1627 i de la seva rectoria. Aquesta nova planta ocupà tot el solar entre el carrer dls Carders a l'est, el de Fonollar al nord, la finca núm. 17 al sud i l'àmbit 3 del sector 1 de la plaça a l'oest. L'incendi de la Setmana Tràgica, el bombardeig del 1937 i el posterior espoli del material constructiu ha fet que en quedi ben poca cosa. Aquestes restes s'identificaren en algunes impromptes i murs de morter de calç blanc i sobretot en el conjunt de tombes d'obra i vasos funeraris. Les estructures directament relacionades amb el complex de l'església corresponen a un mur de maçoneria paral·lel al conjunt de tombes d'obra, i a una estructura de planta quadrangular, formada per tres murs, bastits amb la mateixa tècnica constructiva. Sembla que l'estructura de planta quadrangular correpondria a les restes del campanar, situat al costat sud de l'església. Respecte al conjunt de les 17 tombes d'obra i vasos documentats, només se’n ha pogut excavar una (tomba d'obra 1), mentre que una segona (tomba d'obra 3) ja es va excavar en la campanya duta a terme pel Museu d'Història de la Ciutat el 1962. Les restants 15 només es pogueren documentar en planta a causa de la no afectació de l'obra de reforma de la plaça. Les estructures funeràries excavades responen a una planta rectangular, amb uns murs perimetrals de maçoneria i enlluïts amb morter de calç, documentant-se al seu fons un paviment de llosetes. A més, a la plaça es documentà una ossera.
- Fase 8. segle xviii: Al sector 1, es documentà el recreixement d'estructures muràries amb material reaprofitat i morter de calç blanc compacte, emprant la tècnica de l'encofrat perdut. A l'àmbit 1, s'observà la construcció dels dos forns tipus fogó. El primer es trobava construït amb blocs de pedra escairats, maons i morter de calç blanc. Respecte al segon, a nivell constructiu és igual que l'altre, tot i que de mides més grans, i en el seu interior tampoc es documentaren altres restes que no fossin carbons i cendres. A l'àmbit 3, es dona un rebaix dels nivells medievals i moderns per a la construcció d'un soterrani dins el qual es construí un dipòsit i unes escales d'accés de pedra. Al sector 2, continuà en peu l'església i es detectaren reformes en la distribució interna de les tombes. També s'hi va trobar una làpida de forma rectangular amb un text datat al segle xviii.
- Fase 9. segle xix: Respon a petites reformes dutes a terme a l'interior de les finques ja documentades; l'amortització dels forns i la construcció de nous paviments. Al sector 3 de la plaça es documentaren tota una sèrie de paviments i estructures relacionades amb la indústria, que respondria a un encaix per a una màquina de vapor.
- Fase 10. segles xix i xx: Al sector 1 (àmbit 3) es construí a inicis del segle xix un forn que funcionà fins a mitjans o finals del segle xx, moment en què es tapià amb un envà de maons i es repavimentà el soterrani amb ciment. S'identificà com un forn de pa de planta circular, del que se’n conservava parcialment la volta de maons de 30 cm x 15 cm de costat disposats en sardinell. Als àmbits 1 i 2 del sector 1 es construí una xarxa de clavegueram estructurada com a mínim en dues fases apreciables. Al sector 3 es documentà una claveguera i un pou cec. Al sector 2, es produí la destrucció de l'església de Sant Cugat i la posterior anivellació de runa, d'aproximadament 2 m de potència, per tal de construir la plaça de Sant Cugat. Posteriorment, en els darrers anys del segle xx, es van enderrocar les finques que ocupaven els sectors 1 i 3, connectant d'aquesta manera el carrer del Forn de la Fonda amb el de Fonollar, i augmentant així la superfície de la plaça.[7]